# Badreh
Badreh (persiska: بَدرِه, بدره) är en ort i Iran.   Den ligger i provinsen Ilam, i den västra delen av landet, 500 km sydväst om huvudstaden Teheran. Badreh ligger 1 055 meter över havet och antalet invånare är 3 775.
Terrängen runt Badreh är varierad. Runt Badreh är det glesbefolkat, med 14 invånare per kvadratkilometer. Badreh är det största samhället i trakten. Omgivningarna runt Badreh är i huvudsak ett öppet busklandskap.